# Nécropolis (Alexandrie)
Nécropolis (nécropole de Gabbari) est une cité des morts d'Alexandrie, en Basse-Égypte. Elle est décrite comme un site « de la plus haute importance pour la préservation du patrimoine culturel » et l'une des plus grandes nécropoles du monde. La nécropole est destinée aux morts des classes moyennes des premières générations d'Alexandrie (IIIe siècle av. J.-C.) ; cependant les découvertes sont imprévisibles. Les archéologues ont jusqu'à présent trouvé des salles à manger funéraires à seulement soixante centimètres sous la surface du sol, et d'un mètre de profondeur ; une énorme tombe à sept niveaux a été découverte. La zone de la nécropole de Gabbari est maintenant connue localement sous le nom de « Kom El Malh ».

## Découverte
La nécropole a été découverte par hasard en juin 1997, lors de travaux routiers dans la partie ouest du quartier alexandrin de Gabbari, à la sortie de la porte 27 du port. L'équipe d'archéologues du Centre d'études alexandrines (CEAlex), dirigée par Jean-Yves Empereur, a travaillé sur le site de 1997 à 2000, puis une publication de deux volumes (Nécropole 1, Nécropole 2) a été publiée par l'Institut français d'archéologie orientale  (IFAO). Le premier volume couvre les fouilles effectuées en 1997 avec des détails sur l'architecture des tombes et les autres antiquités qui y ont été trouvées, le second couvre les autres sections des fouilles. Il existe des versions des deux volumes à la bibliothèque du Centre d'études alexandrines.

## Antiquités trouvées
La nécropole était l'une des curiosités sur l'itinéraire des voyageurs dans les siècles passés, elle a de nombreux loculi (niches funéraires creusées dans les murs) fermés avec des dalles de calcaire scellées avec du plâtre. Certaines niches ont été rouverte plus tard et un autre cadavre placé à côté du premier ; un loculi contenait jusqu'à dix squelettes. Certains des loculis ont été recouverts d'une décoration architecturale peinte avec des chiffres, des noms ou des mots d'encouragement aux morts pour leur long voyage, par exemple « Dionysia, femme digne, adieu ». À l'arrière de certains loculi, il y a un passage pratiqué par les pilleurs de tombes des siècles précédents. D'autres antiquités ont été trouvées lors des fouilles comme des lampes, des amphores, des céramiques et des décorations peintes.